# Wet laboratory
Il Wet laboratory o laboratorio umido è un laboratorio in cui sostanze chimiche, farmaci o altro materiale biologico vengono testati e analizzati utilizzando acqua, ventilazione diretta e speciali strumenti e programmi di ricerca che simulano l'esperimento sul computer. Il Wet laboratory ha apposite strutture per evitare i rischi biologici di livello BL-2, BL-3 e BL-4 come definito dalle guide linea 1999 NIH/CDC "Biosicurezza in laboratori microbiologici e biomedici". Questi particolari laboratori si trovano normalmente all'interno di edifici appositamente studiati per ospitarli.
In biologia, in genetica o biochimica, i termini wetlab, wet laboratory e Laboratorio umido vengono utilizzati per distinguere questi esperimenti su materiale biologico svolti tramite simulazioni su appositi pc (in silico), dai classici esperimenti di laboratorio svolti in provetta (in vitro) o su essere vivente (in vivo).